# منتخب جزر القمر لكرة القدم للسيدات
منتخب جزر القمر لكرة القدم للسيدات (بالفرنسية: Équipe des Comores féminine de football)‏ هو ممثل جزر القمر الرسمي في المنافسات الدولية في كرة القدم للسيدات، يديريه اتحاد جزر القمر لكرة القدم.